# Un cœur qui bat (film, 1991)
Pour les articles homonymes, voir Un cœur qui bat.
Pour plus de détails, voir Fiche technique et Distribution.
Un cœur qui bat est un film français réalisé par François Dupeyron, sorti en 1991.

## Fiche technique
- Titre : Un cœur qui bat
- Réalisation : François Dupeyron
- Scénario : François Dupeyron
- Photographie : Yves Angelo
- Son : Gérard Lamps et Pierre Gamet
- Décors : Carlos Conti
- Musique : Jean-Pierre Drouet
- Montage : Françoise Collin
- Sociétés de production : Avril Films - Canal + - FR3 Cinéma - UGC - Hachette Première
- Pays d'origine :  France
- Durée : 95 minutes
- Date de sortie : 29 mai 1991

## Distribution
- Dominique Faysse
- Thierry Fortineau
- Jean-Marie Winling
- Steve Kalfa
- Roland Amstutz

## Distinctions
1990 : Prix de l'Aide à la Création de la Fondation Gan pour le Cinéma.